# Лещенко, Пётр Лукьянович
Пётр Лукьянович Лещенко (1917—1943) — старший лейтенант Рабоче-крестьянской Красной Армии, участник Великой Отечественной войны, Герой Советского Союза (1943).

## Биография
Пётр Лещенко родился 3 декабря 1917 году в селе Михайловка (ныне — Бершадский район Винницкой области Украины). После окончания пяти классов школы работал в колхозе. В 1937 году Лещенко был призван на службу в Рабоче-крестьянскую Красную Армию. С июня 1941 года — на фронтах Великой Отечественной войны.
К сентябрю 1943 года старший лейтенант Пётр Лещенко командовал ротой 842-го стрелкового полка 240-й стрелковой дивизии 38-й армии Воронежского фронта. Отличился во время битвы за Днепр. 27 сентября 1943 года рота Лещенко в числе первых переправилась через Днепр на Лютежский плацдарм и приняла активное участие в боях за его удержание, отразив ряд вражеских контратак, уничтожив в общей сложности около 150 солдат и офицеров противника. Действия роты Лещенко способствовали успешной переправе через Днепр всего полка.
Указом Президиума Верховного Совета СССР от 29 октября 1943 года за «мужество и героизм, проявленные при форсировании Днепра и в боях на захваченном плацдарме» старший лейтенант Пётр Лещенко был удостоен высокого звания Героя Советского Союза. Орден Ленина и медаль «Золотая Звезда» он получить не успел, так как 12 ноября 1943 года умер от полученных в бою ранений по дороге в медсанбат. Похоронен у села Большая Ольховка Васильковского района Киевской области Украины.
Был также награждён орденами Отечественной войны 2-й степени и Красной Звезды.